# Waleed Jassim Abdullah
Waleed Jassim Abdulla Jasemi (Doha, 2 agosto 1986) è un calciatore qatariota, centrocampista del Lekhwiya e della Nazionale di calcio del Qatar.